# Morimonella bednariki
Morimonella bednariki – gatunek chrząszcza z rodziny kózkowatych i podrodziny zgrzypikowych. Jedyny przedstawiciel rodzaju Morimonella i plemienia Morimonellini.

## Zasięg występowania
Gatunek ten występuje na Zakaukaziu, notowany w Abchazji.